# レアンドロ・イサギレ
レアンドロ・イサギレ（Leandro Izaguirre、1867年2月13日 – 1941年2月26日 ）はメキシコの画家、イラストレータである。メキシコシティの美術学校、アカデミア・デ・サン・カルロス(Academia de San Carlos)の教授も務めた。メキシコの歴史を題材にした作品などで知られる。

## 略歴
メキシコシティで生まれた。サンチャゴ・レブル(Santiago Rebull Gordillo: 1829-1902)やホセ・サロメ・ピナ(José Salomé Pina: 1830-1909) に学んだ。1884年にアカデミア・デ・サン・カルロスに入学し、2年後奨学金を得た。歴史画を描き、1893年には、征服者コルテスに拷問されるアステカの勇者、クアウテモックを描いた作品で有名になった 。ヨーロッパにも留学しスペインなどの古典絵画を模写し、イタリアの風俗画を研究した。
イラストレーターとしてもメキシコの雑誌「Revista Moderna」や「El Mundo Ilustrado」に挿絵を描き、メキシコ国内やスペイン語圏の国で有名になった。
アカデミア・デ・サン・カルロス(Academia de San Carlos)の教授に任じられ、教えた学生には、フランシスコ・ロマーノ・ギルマン(Francisco Romano Guillemín: 1884-1950)やロサリオ・カブレラ(Rosario Cabrera: 1901-1975)、サトゥルニノ・エラン(Saturnino Herrán: 1887-1918)らがいる。